# قرية سالة

## قرية سالة
قرية سالة تتبع محافظة السويداء في سوريا، تتميز القرية بطبيعتها الجميلة وتمتد فوق أعلى القمم الجبلية على ارتفاع 1580 متر في المنطقة الشرقية من جبل العرب، مناخها رائع في أشهر الصيف وتتساقط الثلوج بكثافة في فصل الشتاء وتغطي البلدة ومنازلها وتصل ارتفاعات الثلوج إلى عدة امتار {وصلت عام 1992 إلى أكثر من خمسة امتار }، يطلق على القرية عروس المقرن الشرقي في المنطقة التي تقع فيها حيث الجبال المزينة بالخضرة والكروم والبساتين .
تبعد سالة عن مدينة السويداء 24 كم بأتجاه الشرق ويحدها من الجنوب قرية طليلين ومن الشرق قرى شعف والرشيدة ومن الشمال بوسان وتمتاز المنطقة بالجبال والمناظر الطبيعية الرائعة، وتشتهر القرية بزراعة أفضل أنواع التفاح في محافظة السويداء الشهيرة بأنتاج العنب والتفاح وكذلك أنواع من الأشجار المثمرة، وتتصف بطيبة السكان والكرم والنخوة يبلغ عدد المغتربين من القرية حوالي 400 مغترب بين فنزويلا والولايات المتحدة والخليج.
سالة قرية أثرية تنتشر فيها الأثار الرومانية وغيرها وأهمها في {سالة القديمة } ودار آمون  قبسالأثرية ونبع المياه التي يعود للفترة الرومانية ومن أشهر مجاهديها في الثورة السورية الكبرى الشاعر المجاهد عبد السلام كمال والمجاهد حسن يحصاص ومن ابرز شهدائها الشهيد سليم الكريدي.والشهيدعماد هايل ابوترابي والشهيدمؤمن فايز طلايع والشهيد سعد محسن كمال والشهيد وسيم موفق ابوترابي والشهيد عاكف حسن بحصاص